# Jahangir Butt
Jahangir Butt, född 17 april 1943 i Gujranwala i Punjab i dåvarande Brittiska Indien (i nuvarande Pakistan), död 7 september 2021, var en pakistansk landhockeyspelare.
Han tog OS-guld i herrarnas landhockeyturnering i samband med de olympiska sommarspelen 1968 i Mexico City.
Därefter tog han OS-silver i samma gren i samband med de olympiska sommarspelen 1972 i München.